# Вишня (древесина)
Вишня — древесина черешни (лат. Prunus avium), дерева, достигающего 25 м в высоту, естественный ареал которого простирается от Центральной Европы до Турции и Ирака. Это дерево интродуцировано также в Северной Америке, Передней Индии и Северной Африке. Используется в основном для изготовления шпона, внутренней отделки и особенно для изготовления мебели. В качестве топочного материала не играет никакой экономической роли.

## Свойства
Заболонь этого дерева имеет желтовато-белый цвет, а ядро бывает от красновато-жёлтой до красно-коричневой окраски, местами с зеленоватыми полосами. Заболонь сильно отличается по цвету от ядра. Годичные кольца чётко видимы, границы годичных колец отмечены порами среднего размера, образующими чёткий круг. Вследствие воздействия света окраска может сильно темнеть, приобретая тёплые оттенки от светло-золотого до тёмно-красно-коричневого. С помощью химической обработки может быть достигнут цвет, напоминающий махагони.
Эта древесина имеет среднюю плотность, составляющую примерно 600 кг/м³ и является таким образом древесиной средней тяжести. Твёрдость, составляющая 31 н/м³ по шкале Бринелля при перпендикулярной нагрузке, чуть выше средней. Эластичность очень хорошая, набухание сравнительно маленькое.
Сухая вишнёвая древесина очень устойчива, прежде всего при использовании внутри помещений. Очень хорошо обрабатывается и из-за своей однородности легко полируется, позволяя достичь очень гладких поверхностей. Устойчивость против грибковой гнили умеренная (класс 3), а жуки-точильщики эту древесину повреждают очень часто.

## Выращивание и доступность
Черешня не выращивается в лесоводческих хозяйствах как лесная культура. Она встречается в основном в виде единичных экземпляров на опушках лиственных лесов и используется соответственно экстенсивно. Так как ствол часто повреждается ядровой гнилью, эти деревья спиливают в возрасте около 70 лет, а наибольший возраст для этих деревьев составляет около 100 лет.

## Использование

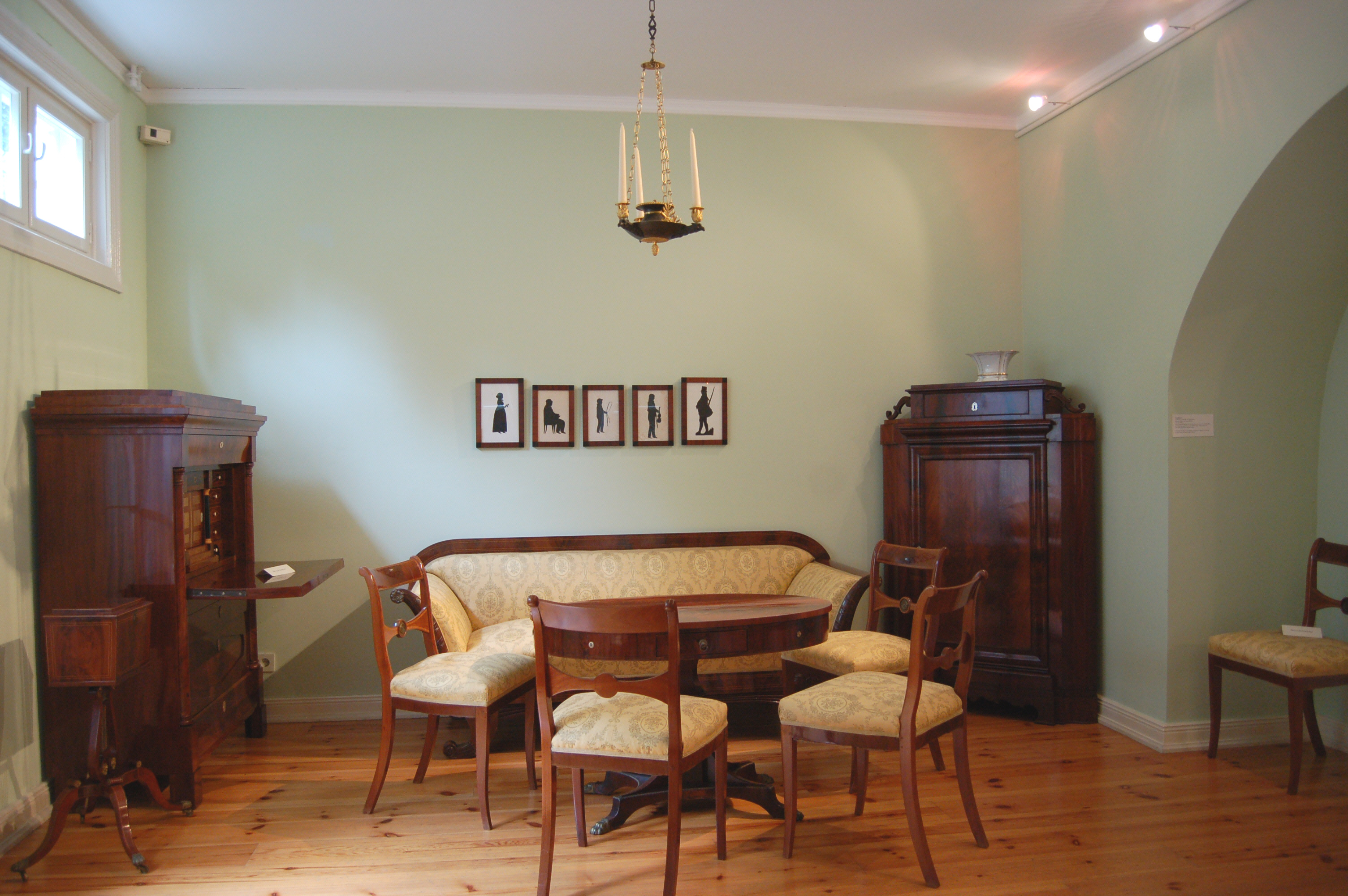
Вишнёвая мебель в стиле бидермейер

Вишня является и являлась в прошлом важной ценной породой древесины для изготовления мебели и отделки интерьеров. Прежде всего тёплые красноватые тона вишни были излюблены при изготовлении мебели в стиле бидермейер и модерн. И в наши дни эту древесину применяют для изготовления стеновых, потолочных покрытий и паркета. Кроме того, она используется для мелкой мебели и различных аксессуаров.
Это дерево редко используется для топки и не представляет в этом смысле значительного интереса.